# Юліан Фаб'янський
Юліан Фаб'янський (пол. Julian Fabiański, 1866—1943) — польський інженер, нафтовик. Ректор Львівської політехніки у 1922—1924 роках.

## Автобіографія
Юліан Фаб'янський народився в 1866 у місті Кракові. Навчався у Гірничій академії в Австрії.
Після закінчення Гірничої академії, 27 років працював інженером і технічним директором на нафтових свердловинах у Галичині, Угорщині та Італії. З 1910 року був директором акціонерного товариства нафтових промислів у Бориславі.
Помер у Львові у 1943 році.

## Діяльність у Львівській політехніці
З 1919 — професор Львівської політехніки. У 1922—1924 роках був ректором цього університету.
У 1917 р. у «Львівській політехніці» відкрито нафтове відділення, у 1922/1923 навчальному році
відкрито першу кафедру Буріння і видобування нафти нафтогазового профілю. Її організатором і першим завідувачем у 1922—1937 рр. був Юліан Фабіянський.
У 1920/21 виконував обов'язки декана. Після 47-річної праці й 19 років на посаді доцента та професора — пенсіонер.
У 1939 був запрошений професором на кафедру механіки нафтопромислового відділу Львівського політехнічного інституту. Був відомим та визнаним спеціалістом у справі нафтовидобувної промисловості. Піонер у царині впровадження нових методів буріння і промислової розробки нафти.
Член багатьох наукових і технічних товариств.